# ビッグ・レッド
ビッグ・レッド（Big Red、本名：Jerry Reese、1950年6月22日 - 2002年3月17日）は、アメリカ合衆国のプロレスラー。ジョージア州アトランタ出身。
アフリカ系アメリカ人とネイティブ・アメリカン（インディアン）の混血であり、アメリカでは巨漢のベビーフェイスとして子供ファンの人気を集めていたが、日本では師匠格であるアブドーラ・ザ・ブッチャーの子分としてヒールを演じた。

## 来歴
アトランタのガソリンスタンドで働いていたところをアブドーラ・ザ・ブッチャーにスカウトされたという。インディアンの血を引くことからビッグ・レッド（Big Red）と名乗り、オーバーオールやジャンプスーツを身に着けたスーパーヘビー級のベビーフェイスとして、メキシコ湾岸のガルフ・コースト地区や中西部のセントラル・ステーツ地区などに出場してキャリアを積んだ。
1976年8月、全日本プロレスに初来日。ジャンボ鶴田とシングルマッチで対戦し、黒人レスラーの総帥ボボ・ブラジルのパートナーにも起用された。以降も1978年10月、1979年3月、同年10月と全日本プロレスに度々参戦。ブラジル、キラー・トーア・カマタ、レイ・キャンディらと共に、ブッチャー軍団の一員となって日本陣営と対戦した。79年3月の来日時には『チャンピオン・カーニバル』の第7回大会に出場、公式リーグ戦でブッチャーやジャイアント馬場とも対戦したが、無得点全敗の白星配給係となっている。
日本でヒールを演じる一方、アメリカでは一貫してベビーフェイスのポジションで活動しており、テネシーのCWAではエースのジェリー・ローラーをはじめ、後にロックンロール・エクスプレスを結成するアイドル系レスラーのロバート・ギブソンやリッキー・モートンのパートナーとなり、デビッド・シュルツ、デニス・コンドリー、フィル・ヒッカーソン、ジプシー・ジョー、ソニー・キング、トージョー・ヤマモトなどと対戦した。
地元ジョージアのGCWではブッチャー、マーク・ルーイン、バロン・フォン・ラシク、ボブ・スウィータン、アレックス・スミルノフ、キラー・カーン、オースチン・アイドル、テリー・ゴディらと対戦。フェイスターンしていたレロイ・ブラウンとも巨漢黒人コンビを組み、マスクド・スーパースター&スーパー・デストロイヤーの大型覆面チームと抗争を繰り広げた。1981年12月25日のクリスマスには、アトランタのオムニ・コロシアムにてアンドレ・ザ・ジャイアントを交えたスーパーヘビー級トリオを結成し、スーパースター&デストロイヤーにジ・アサシンが加わった覆面トリオと6人タッグマッチで対戦した。
1982年4月、ビッグ・レッド・ジョン（Big Red John）のリングネームで新日本プロレスに初参戦。ここでもブッチャー軍団の一員となり、バッドニュース・アレンやS・D・ジョーンズと共闘。初戦ではブッチャー&アレンと組んでの6人タッグマッチにおいて、アントニオ猪木、坂口征二、谷津嘉章組から勝利を収めた。
1983年12月、テキサス州サンアントニオのサウスウエスト・チャンピオンシップ・レスリングにおいて、ブードゥー・マルンバ（Voodoo Malumba）なるペイントレスラーに変身。翌1984年にはブルーザー・ブロディとの連戦が行われ、アル・マドリルと組んでザ・シープハーダーズ（ブッチ・ミラー&ルーク・ウィリアムス）のSCW世界タッグ王座にも挑戦、モンゴリアン・ストンパーとも対戦した。1985年にはメキシコのLLIにも参戦して、グラン浜田&エンリケ・ベラやカネック&ドス・カラスとトリオを組んで6人タッグマッチに出場した。
その後は素顔のビッグ・レッドに戻り、1986年にプエルトリコのWWCに参戦。12月3日にはミゲル・ペレス・ジュニアとのコンビでWWC北米タッグ王座を獲得、ペレスのパートナーだったウラカン・カスティーヨ・ジュニアの負傷に伴う授与だったものの、キャリア晩年になって最初で最後のタイトル戴冠を果たした。
1991年の引退後は地元のアトランタにてテレビ伝道師となって活動した。2002年3月17日、51歳で死去。

## 得意技
- ホリー・ゴースト・スプラッシュ（Holy Ghost Splash）[2]
- ヘッドバット
- ベアハッグ

## 獲得タイトル
- WWC北米タッグ王座：1回（w / ミゲル・ペレス・ジュニア）[21]